# 黄海海战 (1904年)
黄海海战（日语：黄海海戦，1904年8月10日）是日俄战争期间两国第一次正面的海上冲突，結果俄艦隊突圍失敗。

## 背景
1904年2月8日，日本联合舰队的鱼雷艇奇襲驻旅顺口外锚地的俄国太平洋舰队，日俄战争爆发。双方在旅顺港外都制定了相应的水雷封锁战术，双方有多艘战舰触雷沉没。4月18日俄太平洋舰队的旗舰彼得罗巴甫洛夫斯克号触雷沉没，舰队司令斯捷潘·马卡罗夫（战争爆发后接任）戰死，从此俄军丧失了争取黄海制海权的自信心。
6月日军从陆上包围旅顺，加紧围攻旅顺，俄太平洋舰队继续留在旅顺有全军覆灭的危险，于是决心突破旅顺口外日本舰队的封锁，撤往海参崴。8月7日，俄舰队接到“迅速突围，驶往海参崴”的命令，开始突围行动。

## 经过
1904年8月10日
- 8点45分，俄舰队出港，向海参崴突围。此前日舰队已经觉察到俄舰队的突围企图，提前在山东半岛外的黄海海面游弋，实施封锁。
- 12点左右，俄舰队航向几乎正东，航速13节；日舰队航向西南偏南，航速16节，双方距离约10海里。日舰队企图从前方横越俄国舰队（占领“丁”字射击阵）。
- 12点10分，俄舰队采取回避交战的方针，力图以机动突围，俄舰队向左转，航向朝北与日舰队相对航行。
- 12点30分，日舰队向左转，取与俄舰队几乎平行的航向。
- 12点40分，日舰队为保持与俄国舰队的接触，向右转，恢复与俄舰队相反航向。双方距离接近到4.5海里。
- 13点左右，双方开始交火。稍后俄舰队转向突破了日舰封锁，与日舰队脱离炮火接触，向东南方向逃逸。
- 16点30分，日舰队利用航速优势追上俄舰队，与俄舰队平行航向进行炮战。俄舰队集中打击日舰队旗舰三笠号，因為其裝甲防禦力高造成損害不大。
- 17点40分，日舰命中俄旗舰皇太子號的舰桥，击毙指挥官维佐弗特（又译威廉·维特捷夫特）少将，皇太子號因操舵装置被毁，向右偏转，俄舰队失去了指挥，无法保持战斗队形。
- 夜幕降临，日舰队驱逐舰和鱼雷艇准备夜袭。俄舰队无法统一行动，开始溃散。大部分俄舰逃回旅顺。

## 结果
俄舰队的突围行动失败，损失包括舰队司令在内的168人，日方伤亡208人。除旗舰皇太子號以及2艘巡洋舰和4艘驱逐舰逃往中立国外，大部分退回旅顺的俄舰再没有尝试突围，战舰的火炮被拆下安装在俄军陆上的阵地，水兵则被编进陆军守备部队。随着旅顺的失守，驻守旅顺的俄国太平洋舰队全军覆没。

## 参战舰队序列简介

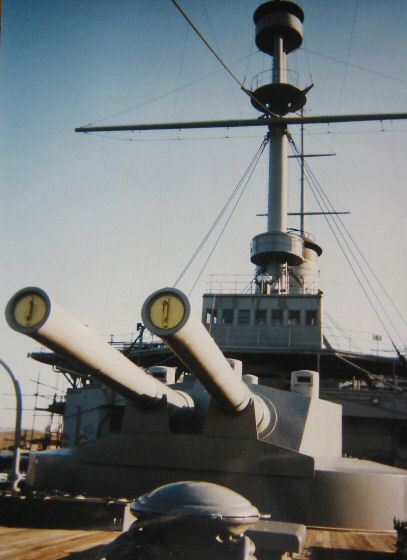
日本联合舰队旗舰三笠号主炮

### 日本联合舰队构成
日本联合舰队第一舰队指挥官：东乡平八郎大将
- 战列舰4艘：三笠号(旗舰)、敷岛号、富士号、朝日号
- 装甲巡洋舰2艘：春日号、日进号
- 巡洋舰8艘，驱逐舰18艘，鱼雷艇30艘。（舰名略）

### 俄羅斯太平洋舰队构成
俄羅斯太平洋舰队指挥官：维佐弗特少将
- 战列舰6艘：皇太子號(旗舰)、列特维赞号、佩列斯维特号、胜利号、波尔塔瓦号、塞瓦斯托波尔号
- 巡洋舰4艘，驱逐舰14艘，医院船1艘。（舰名略）

## 参看
- 日俄战争